# Universitätsbibliothek Gießen
Die Universitätsbibliothek Gießen ist eine zentrale Einrichtung der Justus-Liebig-Universität Gießen (JLU). Als einschichtiges Bibliothekssystem mit 112 Mitarbeiterplanstellen soll sie die Literaturversorgung von über 36.000 aktiven Nutzern (Stand: 2018) gewährleisten und bietet unterstützende Dienstleistungen an. Der Hauptstandort der Universitätsbibliothek auf dem Campus Philosophikum I ist Zentral- und geisteswissenschaftliche Schwerpunktbibliothek. Mit über 2 Millionen Bänden ist sie der größte Bibliotheksstandort an der Justus-Liebig-Universität. Gemeinsam mit vier Zweigbibliotheken, sieben Fachbibliotheken und mit zum Teil mehreren kleineren Standorten koordiniert sie die Literaturversorgung der Universität. Im gesamten Bibliothekssystem stehen rund 1.800 Lese- und Computerarbeitsplätze zur Verfügung.

## Geschichte

### Gründung der Bibliothek bis 19. Jahrhundert
Nachdem Landgraf Ludwig V. von Hessen-Darmstadt 1607 eine Hohe Schule in Gießen gegründet hatte, aus der die spätere Justus-Liebig-Universität hervorgegangen ist, erwarb er 1612 für die Hochschule 1.000 Werke in rund 1.200 Bänden in Straßburg, was den Beginn der Universitätsbibliothek markiert. Untergebracht wurden die Bände in einem Bereich des neuerbauten Kollegiengebäudes am Brandplatz. Im Zuge des Marburger Erbschaftsstreits zwischen Wilhelm V. von Kassel und Georg II. von Darmstadt und der Suspendierung der Gießener Universität wurden sie zwischen 1625 und 1650 vorübergehend im Marburger Barfüßerkloster deponiert. In der Folgezeit konnten die Bestände der Bibliothek u. a. durch wertvolle Schenkungen und Nachlässe erweitert werden. Zu erwähnen sind insbesondere die Handschriften und Inkunabeln der Fraterherren in Butzbach, die 1771 in den Bestand der Bibliothek übergangen sind, sowie die der Universität vermachten Privatbibliotheken von Johann Heinrich May d. J. (1732: 3.300 Bände und Münzsammlung), Christoph Ludwig Koch (1756: 2.622 Bände) und Renatus Karl von Senckenberg (1800: 6.000 Bände vorwiegend juristischer und historischer Literatur, über 900 Handschriften und eine Urkundensammlung), die laut Erbauflagen allerdings separat aufgestellt werden mussten. In den 1820er Jahren konnte die Universitätsbibliothek in die Räume einer ehemaligen Kaserne in der Liebigstraße umziehen.
Im Laufe des 19. Jahrhunderts entwickelte sich die Bibliothek zu einer Gebrauchsbibliothek. Unter Johann Valentin Adrian, der zwischen 1830 und 1864 die Funktion des ersten Bibliothekars in Gießen ausübte, wurde die Bibliothek wegweisend umstrukturiert. 1837 gelang es ihm, die sogenannte „alte“ Universitätsbibliothek mit der May’schen, Koch’schen und der Senckenbergischen Bibliothek unter dem Namen Vereinigte Universität- und Senckenbergsche Bibliothek zu vereinigen und in einem Katalogsystem zusammenzuschließen. Zudem erwirkte er eine Steigerung des ordentlichen Etats und 1837 wurde zwischen Gießen und der Darmstädter Hofbibliothek der erste institutionell organisierte Leihverkehr in Hessen aufgenommen. 1845 umfasste die Bibliothek ca. 100.000 Bände und war an allen Wochentagen zwischen 10:00 Uhr und 12:00 Uhr geöffnet.
1880 bezog die Bibliothek aus Platzmangel erneut ein Kollegiengebäude, das 1838/39 am Brandplatz errichtet worden war und zuvor die Universität beherbergt hatte.

### Die Bibliothek im 20. Jahrhundert

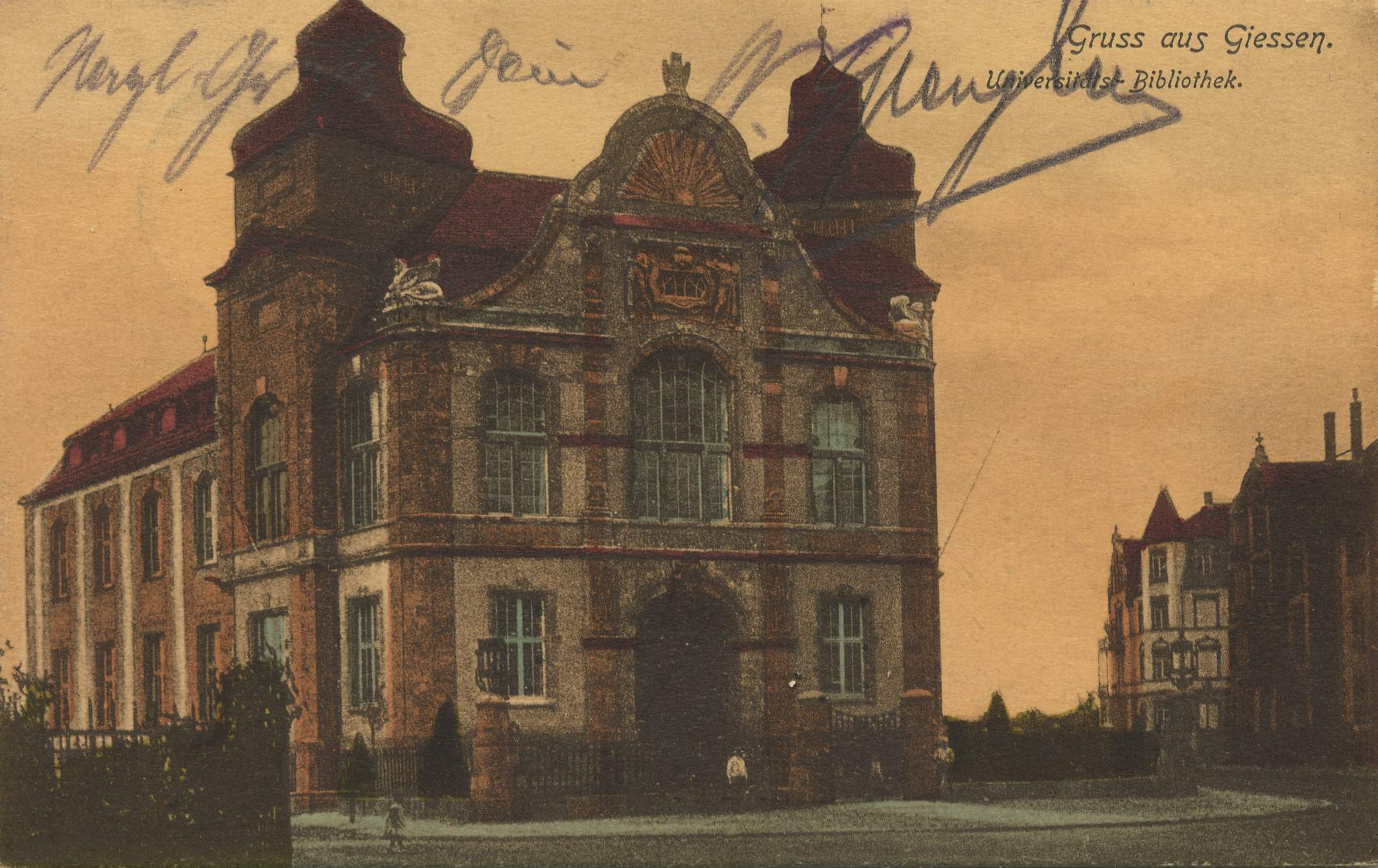
Bibliotheksgebäude 1904–1944 (zeitgenössische Postkarte)

Einen ersten eigenen Neubau, der auch baulich auf den funktionalen Bedarf der Bibliothek ausgelegt war, erhielt die Bibliothek schließlich 1904. Seit 1906 wurde hierin auch das Universitätsarchiv Gießen untergebracht. Im Jahre 1942 beherbergte die Bibliothek 522.543 Bände und 302.800 Dissertationen. Der Jugendstilbau, der zentral an der Ecke Bismarck-/Keplerstraße gelegen war, brannte nach einem Bombenangriff der Alliierten am 11. Dezember 1944 fast vollständig aus. Über 90 Prozent der Bestände gingen dabei verloren. Erhalten geblieben sind die wertvollen Altbestände, da sie kriegsbedingt ausgelagert worden waren. Zwischen 1945 und 1956 fand im Keller und Erdgeschoss des Verwaltungstraktes ein provisorischer Bibliotheksbetrieb statt, bestehend aus einem Behelfsbüchermagazin und einer Buchbinderei. An ähnlicher Stelle wurde 1959 ein Neubau eingeweiht, dessen Architektur sich optisch am Bau des UNO-Hauptquartiers in New York orientiert. Der vorerst letzte Umzug der Universitätsbibliothek in einen Neubau fand 1983 statt, der sich auf dem philosophischen Campus (Philosophikum I) befindet. Im dortigen Hauptgebäude der Bibliothek befinden sich zwei Kunstwerke des Gießener Kunstwegs.

### Die Bibliothek im 21. Jahrhundert

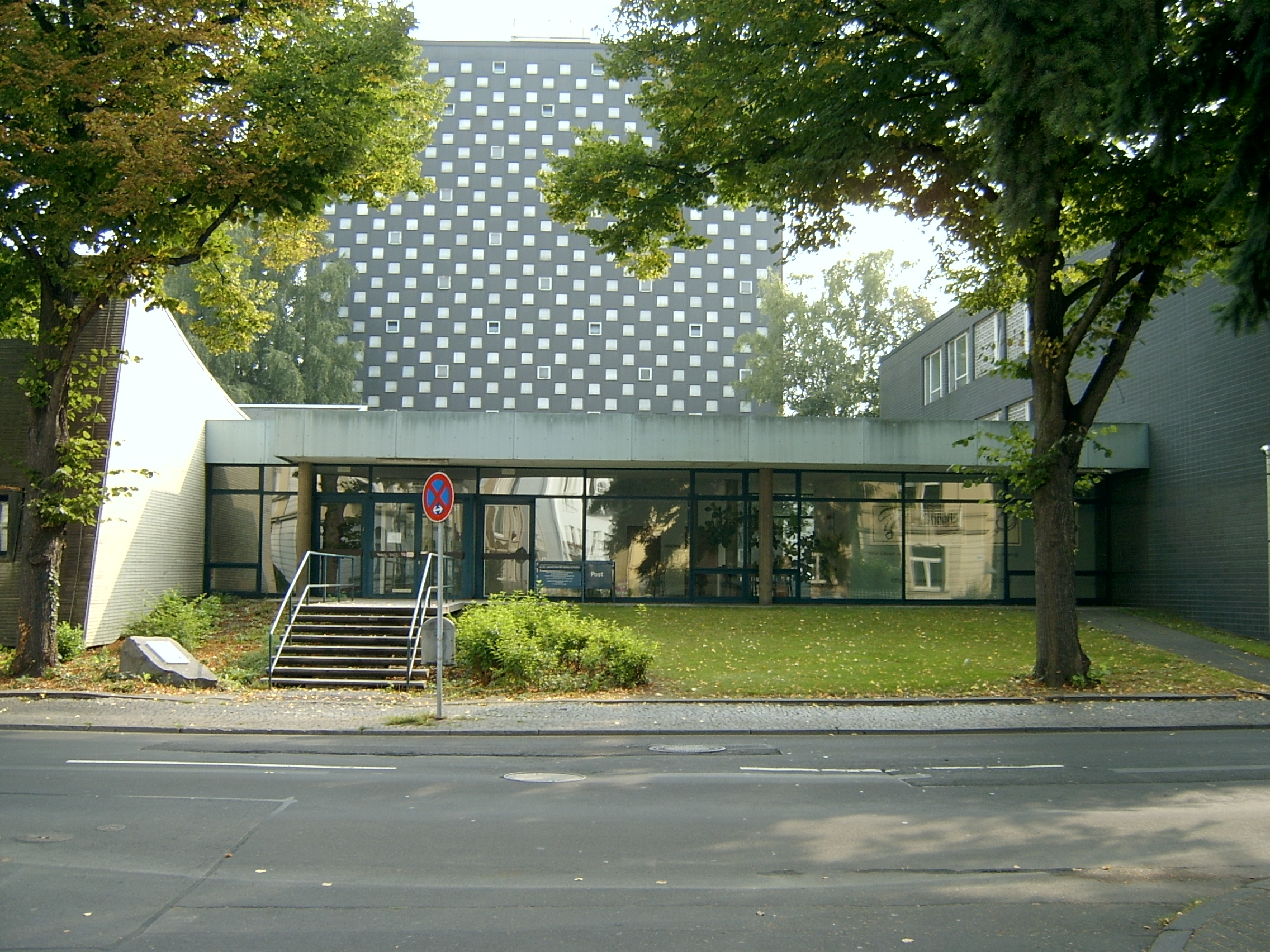
Haupteingang der alten Universitätsbibliothek, Bismarckstr. 37

Entsprechend dem Hessischen Hochschulgesetz vom 31. Juli 2000 ist die Universitätsbibliothek Gießen seit 2002 als einschichtiges Bibliothekssystem organisiert, das sich aus mehreren Standorten zusammensetzt:
- Die Universitätsbibliothek ist die Zentral- und geisteswissenschaftliche Schwerpunktbibliothek. Sie beherbergt über 2 Mio. Bände in Freihand- und Magazinaufstellung und 587 Arbeitsplätze.
- Die Zweigbibliothek im Philosophikum II beherbergt als Fachbibliothek für die Erziehungswissenschaft, Theologie, Politikwissenschaft, Soziologie, Angewandte Theaterwissenschaft, Musikwissenschaft, Kunstpädagogik und die Didaktik der Natur- und Sozialwissenschaften 290.000 Bände in Freihandaufstellung und bietet 116 Leseplätze an.
- Die Zweigbibliothek Recht und Wirtschaft ist die Fachbibliothek für Jura und die Wirtschaftswissenschaften und beherbergt 248.000 Bände und 304 Arbeitsplätze.
- Die Zweigbibliothek Natur- und Lebenswissenschaften (ZNL) (früherer Name: Zweigbibliothek im Chemikum (ZiC) / Ludwig-Schunk-Bibliothek) ist die Fachbibliothek für Human-, Veterinär- und Zahnmedizin, Chemie, Physik und Ernährungswissenschaft. Sie umfasst 137.000 Bände und 185 Leseplätze.
- Die Zweigbibliothek im Zeughaus (Zeughausbibliothek) ist die Fachbibliothek für Geographie, Wirtschafts- und Sozialwissenschaften des Landbaus und Haushaltswissenschaft und beherbergt 120.000 Bände und 51 Arbeitsplätze.
- Aktuell gibt es noch sieben kleinere dezentrale Fachbibliotheken: Anglistik, Germanistik, Geschichts- und Kulturwissenschaften, Mathematik und Informatik, Medizin, Romanistik, Veterinärmedizin und Geschichte der Medizin.

Im Juni 2022 erfolgte die offizielle Grundsteinlegung für einen Erweiterungsbau, der vom Architekturbüro Max Dudler entworfen wurde.